# Raja Ben Slama
Pour les articles homonymes, voir Ben Slama.
Raja Ben Slama, née en 1962 à Kairouan, est une universitaire spécialiste de la civilisation arabe, psychanalyste et traductrice tunisienne. Elle est également directrice de la Bibliothèque nationale de Tunisie.

## Biographie
Née à Kairouan en 1962, Raja Ben Slama obtient une agrégation d'arabe en 1988 puis poursuit ses études supérieures par un doctorat. Elle est notamment l'auteure d'une thèse sur l'amour dans la tradition arabo-islamique. Cette thèse est soutenue en 2001 et publiée sous le titre de Al ichq wal-kitaba (L'amour et l'écriture),,.
Elle est d'abord chercheuse enseignante spécialiste de la littérature, de la civilisation et de la langue arabes à l'université de Tunis. Son travail sur le discours amoureux et l'expression du désir la conduit à interroger les soubassements des textes, ce qu'ils disent, ce qu'ils révèlent et ce qu'ils cachent. Elle se tourne vers la psychanalyse, entreprend une longue formation d'analyste et exerce au Caire à partir de 2005,,.
Elle est en parallèle rédactrice en chef d'une revue arabophone en ligne, Alawan, fondée en 2007, et défendant une culture laïque, contre la censure. Depuis 2009, elle est membre de la société psychanalytique française Espace analytique, et publie dans la revue Topique,.
Elle se consacre également à l'écriture d'essais, et à la traduction d'ouvrages, du français vers l'arabe. Elle s'attelle notamment à la traduction de Qu'est-ce que la poétique ? de Tzvetan Todorov, ou encore de l'ouvrage La psychanalyse à l'épreuve de l'islam écrit par son frère, Fethi Benslama. Elle transcrit quelques réflexions sur ces travaux de traduction dans un article, « L'arbre qui révèle la forêt : traductions arabes de la terminologie freudienne », paru dans le numéro 20 de la revue Figures de la psychanalyse, en 2010,,.
Elle écrit des textes sur les mythes sur lesquels repose le machisme (comme le texte « Le mythe de l'étalon » dans l'ouvrage publié en 1998, La virilité en Islam, coordonné par Fethi Benslama et Nadia Tazi, ou sur la situation des femmes dans les pays musulmans, comme « Inégalité dans l'héritage, héritage d'une préférence divine ? », publié en 2015 dans la revue Expressions maghrébines,.
En février 2013, elle fait l'objet de poursuites judiciaires pour avoir critiqué Habib Khedher, un responsable du parti islamiste Ennahdha au pouvoir en Tunisie, quelques mois auparavant, sur un plateau télé d'Hannibal TV. Ceci déclenche des mouvements de solidarité, des manifestations et des pétitions de soutien,. La cour d'appel de Tunis classe l'affaire sans suite un an plus tard.
En octobre 2015, elle est nommée directrice de la Bibliothèque nationale de Tunisie,.
Elle s'intéresse aussi à la place de la subjectivité et des minorités dans l'histoire, en mettant l'accent sur les exclus du discours normatif. Elle a un regard innovant sur la transmission et l'enseignement en Tunisie.

## Publications notables
- الموت و طقوسه من خلال صحيحي البخاري و مسلم [« La mort et ses rites d'après les Sahîhs de Boukhari et Moslem »], Tunis, Sud Éditions,‎ 1997, 152 p.
- « Les sphères divisées d'Aristophane à Ibn Hazm », Anales del Seminario de Historia de la Filosofía, vol. 19,‎ 2002, p. 39-51 (ISSN 0211-2337).
- « La psychanalyse en Égypte : un problème de non-advenue », Topique, no 110,‎ 2010, p. 83-96 (ISSN 0040-9375).
- « L'arbre qui révèle la forêt : traductions arabes de la terminologie freudienne », Figures de la psychanalyse, no 2,‎ 2010, p. 195-208 (ISSN 1623-3883).
- « Inégalité dans l'héritage, héritage d'une préférence divine », Expressions maghrébines, vol. 14, no 2,‎ 2015, p. 89-99 (ISSN 1540-0085).
- « Islam et fantasme, fantasme de l'islam : Entre traductions et réappropriations », Figures de la psychanalyse, no 2,‎ 2017, p. 95-102 (ISSN 1623-3883).
- Raja Ben Slama, Drucilla Cornell, Geneviève Fraisse, Xiao-Jian Li, Seemanthini Niranjana, Nadia Tazi et Linda Waldham, Les mots du monde, masculin-féminin pour un dialogue entre les cultures, Paris, La Découverte, coll. « Les mots du monde », 2004, 154 p. (ISBN 978-2-7071-4052-4).

## Distinctions
- Prix de la créativité arabe de l'Institut culturel libanais de Paris en 2013[10] ;
- Élue 37e femme la plus puissante du monde arabe par Arabian Business en 2013[11].